# 克內爾 (加利福尼亞州)
克內爾（英語：Kernell）是位於美國加利福尼亞州克恩縣的一個非建制地區。該地的面積和人口皆未知。

## 地理
克內爾的座標為35°45′25″N 119°20′38″W / 35.75694°N 119.34389°W，而該地的平均海拔高度為79米（即259英尺）。